# Sérvio Sulpício Galba (cônsul em 144 a.C.)
Sérvio Sulpício Galba (em latim: Servius Sulpicius Galba) foi um político da gente Sulpícia da República Romana eleito cônsul em 144 a.C. com Lúcio Aurélio Cota. Sérvio Sulpício Galba, cônsul em 108 a.C., era seu filho.

## Tribuno na Macedônia
Galba foi tribuno militar em 167 a.C. comandando a segunda legião romana na Macedônia, sob as ordens de Emílio Paulo, a quem era hostil. Depois da derrota de Perseu da Macedônia, quando Emílio regressou a Roma, Galba tratou de impedir que lhe fosse concedido o triunfo, mas sem sucesso.

## Pretor na Hispânia

Mapa da conquista da Península Ibérica. Galba conduziu a Guerra Lusitana comentando diversas atrocidades e traições contra os povos lusitanos e chegou a ser julgado em Roma

Em 151 a.C. recebeu o governo da Hispânia Ulterior como pretor, substituindo o pretor Marco Atílio Serrano (conquistador de Oxtracas), continuando a Guerra Lusitana. Para retaliar as incursões dos rebeldes lusitanos às cidades submetidas a Roma, atacou-os nos confins das atuais Andaluzia e Estremadura. Os lusitanos causaram a Galba enormes perdas, que teve de retirar-se aos seus quartéis de inverno em Conistorgis.
Na primavera de 150 a.C., Galba invadiu novamente a Lusitânia e assolou o território. Quando os lusitanos enviaram uma embaixada reclamando a violação do tratado que haviam firmado com Atílio e reiterando o seu propósito de manterem os termos prometidos por eles, Galba os recebeu amavelmente, lamentando que as circunstâncias, especialmente a pobreza do seu país, os havia induzido à rebelião contra os romanos. Prometeu-lhes terras férteis onde se poderiam se estabelecer com as suas famílias, sob a proteção de Roma, se permanecessem leais. Acudiram cerca de 30 000 lusitanos solicitando o cumprimento desta promessa. Galba repartiu-os em três acampamentos e exigiu-lhes que entregassem as suas armas em sinal de amizade; então rodeou-os com todo o seu exército e ordenou um ataque; cerca de 9 000 foram passados pela espada e 20 000 foram capturados e vendidos como escravos nas Gálias (150 a.C.). Somente uns poucos conseguiram escapar, incluindo Viriato, que, anos depois, se vingaria por esta traição romana.

## Julgamento em Roma
Esta conduta ignóbil foi denunciada pelo tribuno da plebe Lúcio Escribônio Libão, que o acusou assim que ele voltou a Roma no final do seu mandato em 149 a.C.. Galba também foi criticado por Catão, o Velho, que já tinha oitenta e cinco anos de idade na época.
Galba foi processado, acusado de pactuar ilegalmente, de atraiçoar o pactuado e de tomar para si a maior parte da pilhagem. No entanto, graças à sua origem aristocrática, ao suborno e à sua grande eloquência, conseguiu a absolvição. Porém, o tribuno Libão conseguiu que fosse aprovada uma lei que ordenava o resgate dos lusitanos vendidos por Galba e, pouco depois, o Senado Romano aprovou a Lex Calpúrnia, que tratava exclusivamente dos governadores acusados ou culpados de concussão.

## Consulado (144 a.C.) e anos finais
Em 144 a.C., Galba foi eleito cônsul com Lúcio Aurélio Cota. Os dois cônsules disputaram o comando da Hispânia, onde Viriato, à frente dos lusitanos, se tinha sublevado. A discórdia chegou ao Senado, mas resolveu-se ao final, que nenhum dos dois seria enviado à Península Ibérica e que Quinto Fábio Máximo Emiliano, o cônsul do ano anterior, assumiria o comando do exército na Hispânia.
Ainda vivia em 138 a.C., quando defendeu os publicanos.
Apiano afirma que Galba, apesar de ser muito rico, era extremamente mesquinho e que ele não tinha escrúpulo em mentir ou cometer perjúrio, se assim pudesse obter benefícios econômicos.
Cícero e Suetônio elogiam seu talento como orador e Cícero o chama de "primeiro entre os romanos", cuja oratória era exatamente como deveria ser. Ela tinha grande poder e seu efeito aumentava com um habilidoso uso da gesticulação.